# Edward Way
Pour les articles homonymes, voir Way.
Edward Way né le 12 août 1998, est un joueur britannique de hockey sur gazon. Il évolue au Wimbledon HC et avec les équipes nationales anglaise et britannique.

## Carrière
- Équipe nationale U21 de 2016 à 2019.
- Il fait partie de l'équipe nationale première pour concourir à la Ligue professionnelle 2021-2022[2].